# Soft computing
Ne pas confondre avec la société : Soft Computing
 (juillet 2011).
Si vous disposez d'ouvrages ou d'articles de référence ou si vous connaissez des sites web de qualité traitant du thème abordé ici, merci de compléter l'article en donnant les références utiles à sa vérifiabilité et en les liant à la section « Notes et références ».

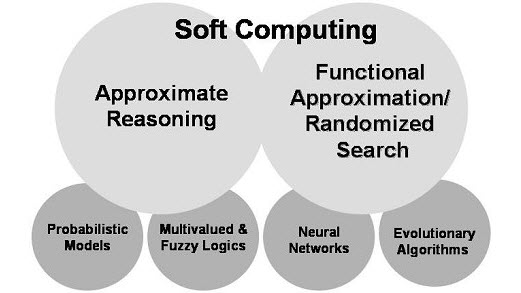
Schéma d'un calcul souple

Le calcul souple (soft computing (en)) est un terme appliqué à un champ de l'informatique qui se caractérise par l'utilisation de solutions de calcul inexactes, pour lesquels une solution exacte ne peut être dérivée en temps polynomial.
Le calcul souple est devenu un domaine de recherche de l’informatique dans les années 1990. À l’époque, les approches du calcul informatique ne pouvaient aborder que des problèmes de simple complexité et les systèmes les plus complexes découlant de la biologie, la médecine, les sciences humaines, sciences de gestion, et des domaines similaires sont souvent restés irrésolus par les méthodes classiques des mathématiques et de l'analyse. Le calcul souple traite de l'imprécision, de l'incertitude, de la vérité partielle, et du rapprochement pour atteindre une traçabilité, une robustesse et un coût faible pour la solution.

## Composants essentiels
- systèmes intelligents flous (SIF)
- réseau de neurones artificiels (RNA)
- algorithme évolutionniste (AÉ)

## Domaines d’application
- Médecine : aide au diagnostic, …
- Télécoms : compression, routage, sécurité, …
- Industrie : supervision, contrôle qualité, …
- Finance : prédiction, …
- Commerce : exploration de données, …
- Bio-informatique : analyse de séquences d’ADN,
- Biométrie : authentification par analyse d’iris, d’empreintes digitales, de visages
- Reconnaissance de formes : parole, écriture, images, …
- Internet : classification et recherche d’informations